# District de Peterborough
 (avril 2023).
La mise en forme du texte ne suit pas les recommandations de Wikipédia : il faut le « wikifier ».
Les points d'amélioration suivants sont les cas les plus fréquents. Le détail des points à revoir est peut-être précisé sur la page de discussion.
- Les titres sont pré-formatés par le logiciel. Ils ne sont ni en capitales, ni en gras.
- Le texte ne doit pas être écrit en capitales (les noms de famille non plus), ni en gras, ni en italique, ni en « petit »…
- Le gras n'est utilisé que pour surligner le titre de l'article dans l'introduction, une seule fois.
- L'italique est rarement utilisé : mots en langue étrangère, titres d'œuvres, noms de bateaux, etc.
- Les citations ne sont pas en italique mais en corps de texte normal. Elles sont entourées par des guillemets français : « et ».
- Les listes à puces sont à éviter, des paragraphes rédigés étant largement préférés. Les tableaux sont à réserver à la présentation de données structurées (résultats, etc.).
- Les appels de note de bas de page (petits chiffres en exposant, introduits par l'outil «  Source ») sont à placer entre la fin de phrase et le point final[comme ça].
- Les liens internes (vers d'autres articles de Wikipédia) sont à choisir avec parcimonie. Créez des liens vers des articles approfondissant le sujet. Les termes génériques sans rapport avec le sujet sont à éviter, ainsi que les répétitions de liens vers un même terme.
- Les liens externes sont à placer uniquement dans une section « Liens externes », à la fin de l'article. Ces liens sont à choisir avec parcimonie suivant les règles définies. Si un lien sert de source à l'article, son insertion dans le texte est à faire par les notes de bas de page.
- La présentation des références doit suivre les conventions bibliographiques. Il est recommandé d'utiliser les modèles {{Ouvrage}}, {{Chapitre}}, {{Article}}, {{Lien web}} et/ou {{Bibliographie}}. Le mode d'édition visuel peut mettre en forme automatiquement les références.
- Insérer une infobox (cadre d'informations à droite) n'est pas obligatoire pour parachever la mise en page.

Pour une aide détaillée, merci de consulter Aide:Wikification.
Si vous pensez que ces points ont été résolus, vous pouvez retirer ce bandeau et améliorer la mise en forme d'un autre article.
Le district de Peterborough est une zone de gouvernement local australienne située dans la région de Yorke et Mid North en Australie-Méridionale. Son siège est situé dans la ville de Peterborough ; la municipalité comprend également les localités de Cavenagh, Dawson, Hardy, Minvalara, Nackara, Oodla Wirra, Paratoo, Parnaroo, Sunnybrae, Ucolta et Yongala.
Ce gouvernement local a été créé le 21 mars 1935, lorsque le conseil de district de Coglin et le conseil de district de Yongala ont fusionné avec une partie de la ville de Peterborough. Le reste de la ville de Peterborough est resté une municipalité indépendante entourée du conseil de district jusqu'à ce que les deux fusionnent en 1997. Il siège à l'hôtel de ville de Peterborough qui date de 1927 et qui est classé au patrimoine.

## Conseil
| Fonction     | Conseillers        | Conseillers      | Notes        |
| ------------ | ------------------ | ---------------- | ------------ |
| Maire        |                    | Ruth Whittle     |              |
| Indéterminée |                    | Michael Burford  |              |
| Indéterminée | Cassandra Chambers |                  |              |
| Indéterminée | Leon Clapp         |                  |              |
| Indéterminée | Leanne Draper      |                  |              |
| Indéterminée |                    | Frank Hardbottle | Député Maire |
| Indéterminée | Graham Mercer      |                  |              |
| Indéterminée | Scott Mesecke      |                  |              |
| Indéterminée | Kim Miller         |                  |              |

Le conseil de district de Peterborough a un maire directement élu.

## Maires et présidents du conseil de district de Peterborough
- Ernest Dewar Sawers (1935-1939)
- Thomas Edward Richards (1939-1941)[7]
- Harold Davies (1941-1950)[7]
- Hubert Guillaume Lang (1950-1951)[7]
- Leslie Allan Mc Pherson (1951-1954)[7]
- Maxwell Edward Hams (1954-1966)[7]
- Woodrow Eric Douglas Chapman (1966-1967)[7]
- Ronald Naish Bailey (1967-après 1985)[7]
- Ruth Whittle (depuis 1991)[8]